# McKee Rankin
McKee Rankin, pseudonimo di Arthur McKee Rankin (Sandwich, 6 febbraio 1844 – San Francisco, 17 marzo 1914), è stato un regista, commediografo, attore teatrale e sceneggiatore cinematografico canadese, appartenente a una famiglia di teatranti.
Sposato con l'attrice Elizabeth "Kitty" Blanchard, era padre di Gladys Rankin, commediografa pure lei, conosciuta popolarmente con il nome da sposata, Mrs. Sidney Drew. Anche l'attrice Phyllis McKee Rankin, la seconda moglie di Harry Davenport, era figlia della coppia.
Un'altra figlia di Rankin, Doris Marie Rankin, nata dalla relazione adulterina con l'attrice Mabel Bert, fu la prima moglie (dal 1904 al 1923) dell'attore Lionel Barrymore.    
Il nome di McKee Rankin appare in diversi spettacoli di Broadway dal 1870 ai primi anni del Novecento.  

## Filmografia

### Sceneggiatore
- The Danites, regia di Francis Boggs - sceneggiatura (1912)
- The Runaway Wife, regia di Kenean Buel - lavoro teatrale (1915)